# Nicole Whippy
Nicole Whippy (Wellington, 23 settembre 1979) è un'attrice neozelandese.

## Biografia
Diventa famosa grazie a Outrageous Fortune - Crimini di famiglia ma dopo la sua partecipazione e permanenza continua a lavorare con ruoli poco importanti e comunque non è mai riuscita a raggiungere la popolarità anche se continua a partecipare a qualche serie tv ultimamente ma nel 2013 è tra i protagonisti del film Put...Is He?.

## Filmografia

### Cinema
- Vertical Limit, regia di Martin Campbell (2000)
- Noisette et tu..., regia di Francois Dujenièr (2007)
- The Boxes Mistery, regia di Peter Salmon (2013)

### Televisione
- Jackson's Warf, serie tv 46episodi (1999)-(2000)
- Being Eve, serie tv 4episodi (2002)
- Mercy Peak, serie tv 3episodi (2003)
- The Strip, serie tv 3episodi (2002)-(2003)
- Outrageous Fortune - Crimini di famiglia, serie tv 85episodi (2005)-(2010)
- Orange Roughies, serie tv 17episodi (2006)-(2007)
- Nothing Trivial, serie tv 31episodi (2011)-(2013)